# フランソワ・ミュジー
フランソワ・ミュジー（François Musy、1955年10月6日 - 2023年11月22日）は、フランスの録音技師である。スイス・ジュネーヴ出身。

## 経歴
『パッション』や『カルメンという名の女』、『ヌーヴェルヴァーグ』、『新ドイツ零年』など、数多くのジャン＝リュック・ゴダール監督作品で録音を担当した。そのほかに、トニー・ガトリフ監督の『ガスパール 君と過ごした季節』やアンヌ＝マリー・ミエヴィル監督の『そして愛に至る』などを手がけている。
2023年11月22日に死去。

## フィルモグラフィー

### 長編映画
- パッション Passion （1982年）
- カルメンという名の女 Prénom Carmen （1983年）
- ゴダールのマリア Je vous salue, Marie / Le Livre de Marie （1985年）
- 映画というささやかな商売の栄華と衰退 Grandeur et décadence d'un petit commerce de cinéma （1986年）
- ゴダールのリア王 King Lear （1987年）
- 右側に気をつけろ Soigne ta droite （1987年）
- ヌーヴェルヴァーグ Nouvelle vague （1990年）
- ガスパール 君と過ごした季節 Gaspard et Robinson （1990年）
- 新ドイツ零年 Allemagne année 90 neuf zéro （1991年）
- ゴダールの決別 Hélas pour moi （1993年）
- メランコリー Les Marmottes （1993年）
- 君が、嘘をついた。 Les Menteurs （1996年）
- フォーエヴァー・モーツアルト For Ever Mozart （1996年）
- そして愛に至る Après la réconciliation （2000年）
- 愛の世紀 Éloge de l'amour （2001年）
- アワーミュージック Notre musique （2004年）
- 情痴 アヴァンチュール（フランス語版） Une aventure （2005年）
- Quand j'étais chanteur Quand j'étais chanteur （2006年）
- ゴダール・ソシアリスム Film socialisme （2010年）
- シチリアの裏通り（英語版） Via Castellana Bandiera （2013年）
- 偉大なるマルグリット（英語版） Marguerite （2015年）

## 受賞
- 2007年 - 第32回セザール賞 - 録音賞（『Quand j'étais chanteur』）[6]
- 2016年 - 第41回セザール賞 - 録音賞（『偉大なるマルグリット（英語版）』）[7]